# Eta del Serpentari

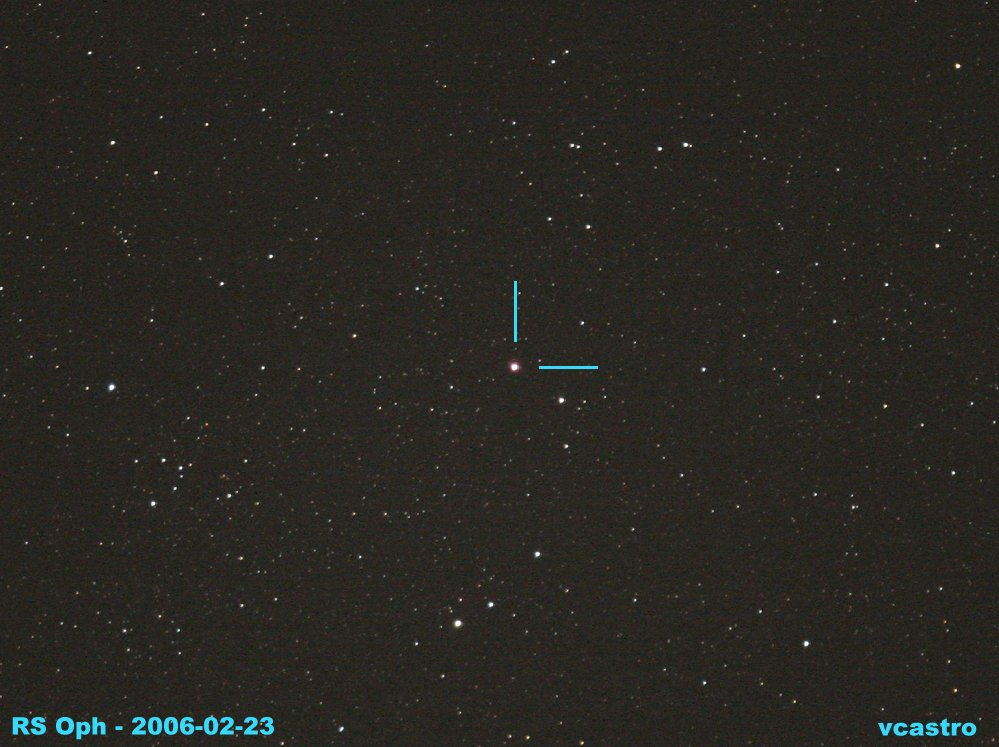
Sabik dins de la constel·lació del Serpentari

Eta del Serpentari (η Ophiuchi) és un estel binari de la constel·lació del Serpentari que, tot i tenir la denominació de Bayer eta, és el segon més brillant de dita constel·lació després de Rasalhague (α Ophiuchi). Situat al sud de la constel·lació, la seva magnitud aparent és de +2,43. El component principal s'anomena Sabik, que és el nom tradicional del sistema; l'origen del seu nom no és clar: se sap que prové de l'àrab i es refereix a algú "que precedeix", "que ve davant".
A 84 anys llum de distància del sistema solar, Eta del Serpentari és una estrella binària amb els seus dos components similars, ambdues estrelles blanques de la seqüència principal. Eta del Serpentari A, amb una temperatura de 8.900 K, és 35 vegades més lluminosa que el Sol, mentre que Eta del Serpentari B, uns 300 K més freda que la seva companya, brilla com 21 sols. Les dues són més grans que el Sol; el radi de Eta del Serpentari A és 2,5 vegades més gran que el radi solar i el de Eta del Serpentari B 2,0 vegades més gran. La massa conjunta del sistema és de 4,8 masses solars.
L'inusual del sistema és la gran excentricitat orbital (e = 0,94), que fa que la seva separació oscil·li entre 2 ua i 65 ua amb un període orbital de 88 anys. Les pertorbacions gravitatòries en un sistema d'aquest tipus fan del tot impossible l'existència d'un sistema planetari.